# Dotto di Wharton
Il dotto di Wharton è il dotto escretore della ghiandola salivare sottomandibolare.

## Dimensioni
È lungo circa 4-5 cm e ha un calibro di 3 mm.

## Decorso
Decorre inizialmente tra il muscolo miloioideo e i muscoli ioglosso, longitudinale inferiore della lingua e genioglosso. Successivamente tra la ghiandola sottolinguale e il muscolo genioglosso, per aprirsi a lato del frenulo linguale, nelle caruncole sottolinguali.